# Dominique Colonna
Dominique Colonna (Corti, 4 de setembre de 1928 - Corti, 12 de setembre de 2023) fou un futbolista francès que jugava com a porter.
Va jugar com a titular la final de la Copa d'Europa de 1959, que l'Stade de Reims va perdre contra el Reial Madrid al Neckarstadion de Stuttgart, i que suposà la quarta Copa d'Europa consecutiva per als blancs.

## Selecció de França
Va formar part de l'equip francès a la Copa del Món de 1958.

## Palmarès
- Ligue 1: 1956 (OGC Nice) i 1958, 1960, 1962 (Stade de Reims)
- Coupe de France: 1958
- supercopa francesa de futbol: 1958